# Tín dụng

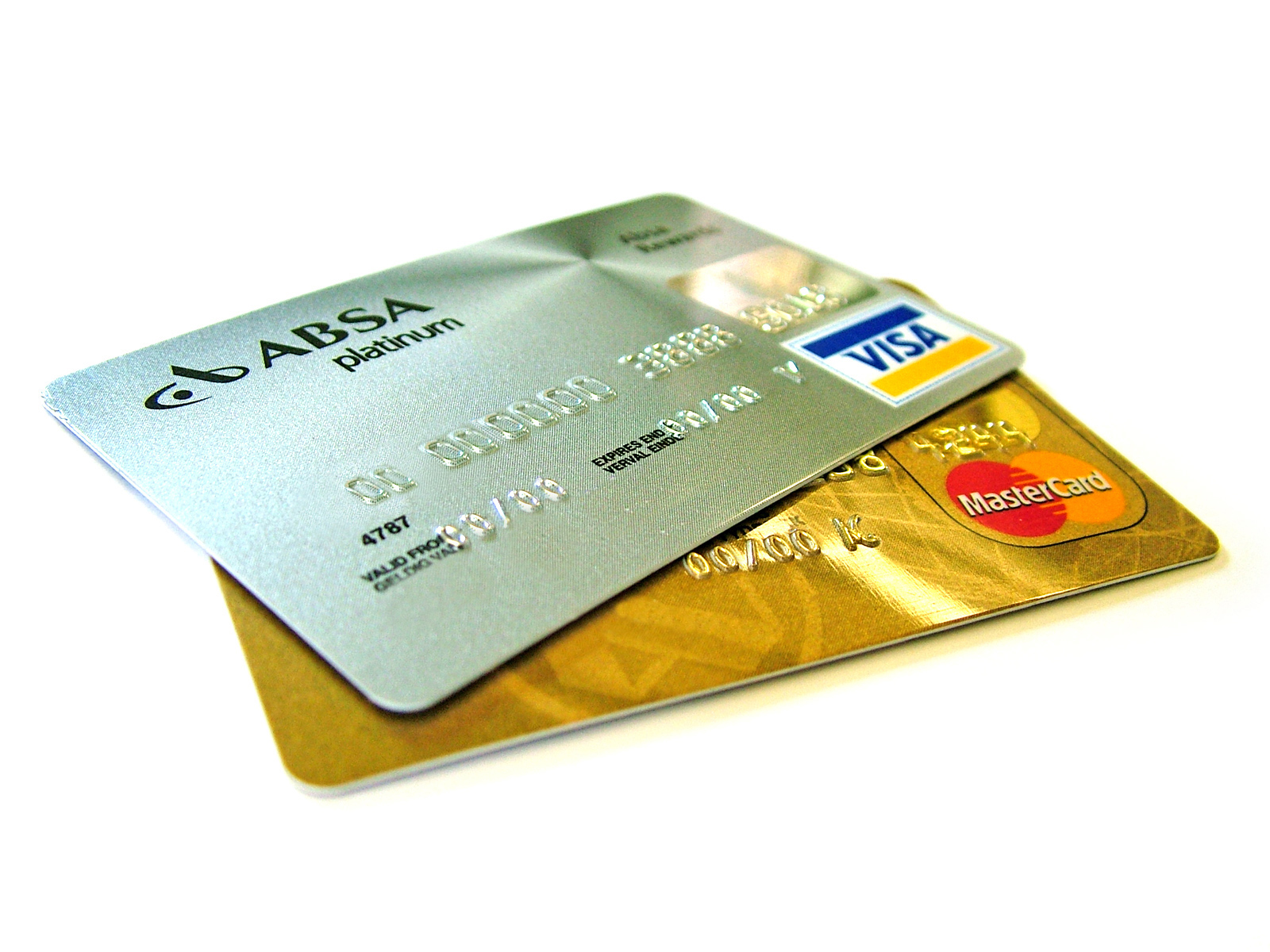
Thẻ tín dụng là một hình thức tín dụng phổ biến. Với thẻ tín dụng, công ty phát hành thẻ tín dụng, thường là ngân hàng, cấp hạn mức tín dụng cho chủ thẻ. Chủ thẻ có thể mua hàng từ người bán và vay tiền cho những giao dịch mua này từ công ty phát hành thẻ tín dụng.

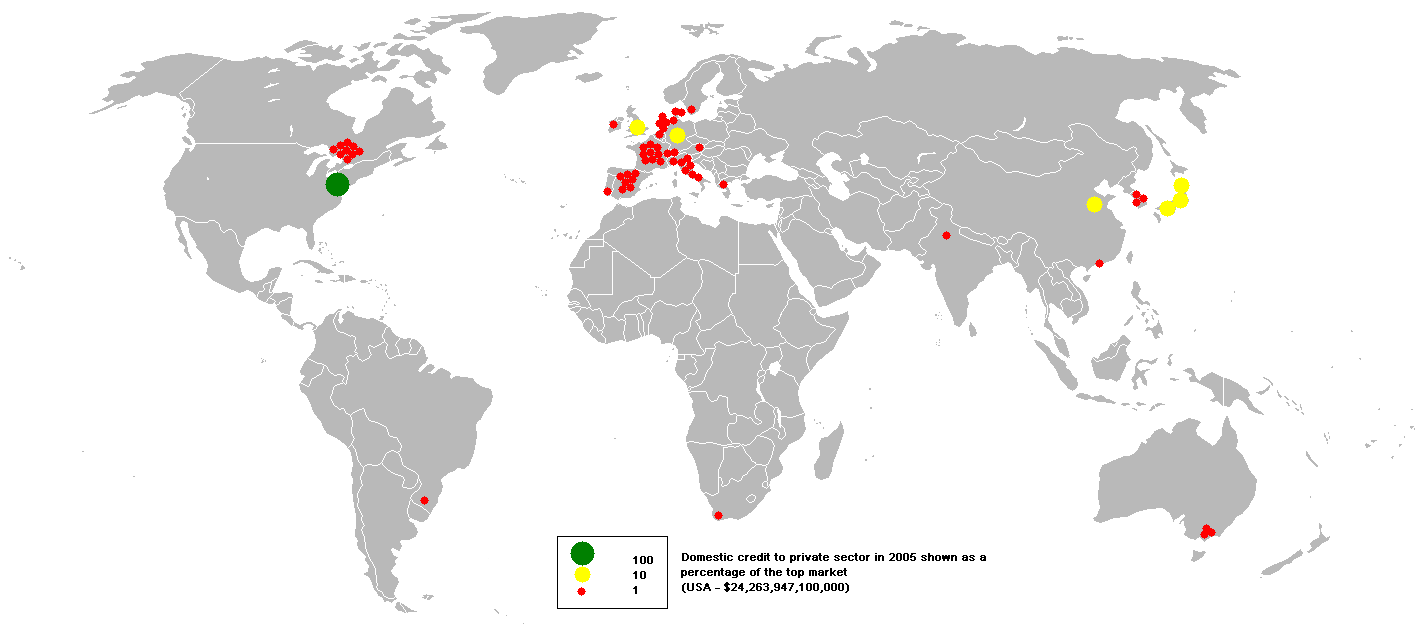
Tín dụng trong nước ở khu vực tư nhân năm 2005

Tín dụng là khái niệm thể hiện mối quan hệ giữa người cho vay và người vay. Tín dụng ra đời, tồn tại qua nhiều hình thái kinh tế - xã hội. Quan hệ tín dụng được phát sinh ngay từ thời kỳ chế độ công xã nguyên thủy bắt đầu tan rã. Khi chế độ tư hữu về tư liệu sản xuất xuất hiện, cũng là đồng thời xuất hiện quan hệ trao đổi hàng hóa. Thời kỳ này, tín dụng được thực hiện dưới hình thức vay mượn bằng hiện vật - hàng hóa. Xuất hiện sở hữu tư nhân tư liệu sản xuất, làm cho xã hội có sự phân hóa: giàu, nghèo, người nắm quyền lực, người không có gì....Khi người nghèo gặp phải những khó khăn không thể tránh thì buộc họ phải đi vay, mà những người giàu thì câu kết với nhau để ấn định lãi suất cao, chính vì thế, tín dụng nặng lãi ra đời. Trong giai đoạn tín dụng nặng lãi, tín dụng có lãi suất cao nhất là 40-50%, do việc sử dụng tín dụng nặng lãi không phục vụ cho việc sản xuất mà chỉ phục vụ cho mục đích tín dụng nên nền kinh tế bị kìm hãm động lực phát triển. Về sau, tín dụng đã chuyển sang hình thức vay mượn bằng tiền tệ.
Cho vay, còn gọi là tín dụng, là việc một bên (bên cho vay) cung cấp nguồn tài chính cho đối tượng khác (bên đi vay) trong đó bên đi vay sẽ hoàn trả tài chính cho bên cho vay trong một thời hạn thỏa thuận và thường kèm theo lãi suất. Do hoạt động này làm phát sinh một khoản nợ nên bên cho vay còn gọi là chủ nợ, bên đi vay gọi là con nợ. Do đó, Tín dụng phản ánh mối quan hệ giữa hai bên - Một bên là người cho vay, và một bên là người đi vay. Quan hệ giữa hai bên ràng buộc bởi cơ chế tín dụng, thỏa thuận thời gian cho vay, lãi suất phải trả,...
Thực chất, tín dụng là biểu hiện mối quan hệ kinh tế gắn liền với quá trình tạo lập và sử dụng quỹ tín dụng nhằm mục đích thỏa mãn nhu cầu vốn tạm thời cho quá trình tái sản xuất và đời sống, theo nguyên tắc hoàn trả.

## Thuật ngữ
Thuật ngữ "tín dụng" lần đầu tiên được sử dụng trong tiếng Anh vào những năm 1520. Thuật ngữ này xuất phát từ "từ tiếng Pháp Trung cổ crédit (thế kỉ XV) nghĩa là " Niềm tin, sự tin tưởng," tương đương với từ credito trong tiếng Ý và creditum trong tiếng Latinh nghĩa là "một khoản vay, một thứ được ủy thác cho người khác," là quá khứ phân từ của credere, có nghĩa là "tín nhiệm, ủy thác, tin tưởng". Ý nghĩa thương mại của "tín dụng" có nghĩa gốc từ từ tiếng Anh (creditor là [từ] giữa thế kỉ XV). Cụm từ phái sinh "credit union (Tổ chức tín dụng)" được sử dụng lần đầu tiên vào năm 1881 trong tiếng Anh Mỹ; cụm từ "Credit rating (xếp hạng tín dụng)" lần đầu tiên được sử dụng vào năm 1958.

## Lịch sử
Thẻ tín dụng trở nên nổi bật nhất trong những năm 1900. Các công ty lớn hơn bắt đầu liên kết với các công ty khác và sử dụng thẻ tín dụng để thực hiện thanh toán với nhau. Các công ty tính phí thường niên cho chủ thẻ và chọn phương thức thanh toán của họ trong khi mỗi công ty tham gia sẽ bị tính một tỷ lệ phần trăm trên tổng số hóa đơn. Điều này dẫn đến việc tạo ra thẻ tín dụng thay mặt cho các ngân hàng trên khắp thế giới. Một số thẻ tín dụng đầu tiên do ngân hàng phát hành gồm có Bank Americard của Bank of America vào năm 1958 và American Express Card của American Express cũng vào năm 1958. Những thẻ này hoạt động tương tự như thẻ tín dụng do công ty phát hành; tuy nhiên, họ đã mở rộng sức mua cho hầu hết mọi dịch vụ và họ cho phép người tiêu dùng tích lũy tín dụng quay vòng. Tín dụng quay vòng là một phương tiện để thanh toán số dư vào một ngày sau đó trong khi phải chịu một khoản phí tài chính để có số dư.

## Đặc điểm, vai trò của tín dụng

### Đặc điểm của tín dụng
- Phân phối của tín dụng mang tính hoàn trả;
- Hoạt động của tín dụng có sự vận động đặc biệt của giá cả;
- Ở quan hệ tín dụng có mặt đồng thời cả người vay và người cho vay.
- Dựa trên cơ sở lòng tin

### Vai trò của tín dụng
- Tín dụng là công cụ thúc đẩy quá trình tái sản xuất mở rộng và góp phần điều tiết vĩ mô nền kinh tế;
- Tín dụng góp phần thúc đẩy quá trình tích tụ và tập trung vốn;
- Tín dụng góp phần tiết kiệm chi phí lưu thông xã hội;
- Tín dụng góp phần thực hiện chính sách xã hội.
- Tín dụng là công cụ thực hiện các chính sách xã hội

## Các loại tín dụng

### Tín dụng thương mại

#### Khái niệm tín dụng thương mại
Tín dụng thương mại là quan hệ tín dụng giữa các doanh nghiệp dưới hình thức mua bán chịu hàng hóa. Đây là quan hệ tín dụng giữa các nhà sản xuất - kinh doanh được thực hiện dưới hình thức mua bán, bán chịu hàng hóa. Hành vi mua bán chịu hàng hóa được xem là hình thức tín dụng - người bán chuyển giao cho người mua quyền sử dụng vốn tạm thời trong một thời gian nhất định, và khi đến thời hạn đã được thỏa thuận, người mua phải hoàn lại vốn cho người bán dưới hình thức tiền tệ và cả phần lãi cho người bán chịu.

#### Đặc điểm của tín dụng thương mại
- Tín dụng thương mại vốn cho vay dưới dạng hàng hóa hay một bộ phận của vốn sản xuất chuẩn bị chuyển hóa thành tiền, chưa phải là tiền nhàn rỗi.
- Người cho vay (chủ nợ) và người đi vay (con nợ) đều là những doanh nghiệp trực tiếp tham gia vào quá trình sản xuất và lưu thông hàng hóa.
- Khối lượng tín dụng lớn hay nhỏ phụ thuộc vào tổng giá trị của khối lượng hàng hóa được đưa ra mua bán chịu.

#### Công cụ lưu thông của tín dụng thương mại
Thương phiếu
Cơ sở pháp lý xác định quan hệ nợ nần của tín dụng thương mại là giấy nhận nợ, được gọi là kỳ phiếu thương mại hay gọi tắt là thương phiếu. Thương phiếu là chứng chỉ có giá ghi nhận yêu cầu thanh toán hoặc cam kết thanh toán không điều kiện một số tiền xác định trong một thời gian nhất định.
Đặc điểm của thương phiếu
- Thương phiếu mang tính trừu tượng;
- Thương phiếu mang tính bắt buộc;
- Thương phiếu mang tính lưu thông.

Phân loại thương phiếu
Dựa trên cơ sở người lập:
- Thương phiếu do người mua chịu lập ra gọi là lệnh phiếu;
- Thương phiếu do người bán chịu lập ra gọi là hối phiếu.

Dựa trên phương thức ký chuyển nhượng:
- Thương phiếu vô danh;
- Thương phiếu đích danh;
- Thương phiếu ký danh.

#### Ưu, nhược điểm của tín dụng thương mại
Ưu điểm của tín dụng thương mại
- Tín dụng thương mại góp phần đẩy nhanh quá trình sản xuất và lưu thông hàng hóa, làm cho chu kỳ sản xuất rút ngắn lại;
- Tín dụng thương mại tham gia vào quá trình điều tiết vốn giữa các doanh nghiệp một cách trực tiếp mà không thông qua bất kỳ cơ quan trung gian nào;
- Tín dụng thương mại góp phần làm giảm khối lượng tiền mặt trong lưu thông, làm giảm chi phí lưu thông xã hội.

Nhược điểm của tín dụng thương mại
- Về quy mô: lượng giá trị cho vay bị hạn chế, chỉ giới hạn trong khả năng vốn hàng hoá mà họ có.
- Về thời gian: ngắn thường là dưới 1 năm;
- " Về điều kiện kinh doanh, chu kỳ sản xuất": Thời gian doanh nghiệp muốn bán chịu không phù hợp với nhu cầu của doanh nghiệp cần mua chịu thì tín dụng thương mại cũng không xảy ra.
- 'Về phạm vi': bị hạn chế chỉ xảy ra giữa các doanh nghiệp với nhau, và phải quen biết và tin tưởng nhau.
- " Về sự phù hợp": Được cấp dưới hình thức hàng hoá, vì vậy doanh nghiệp bán chịu chỉ có thể cung cấp cho một số doanh nghiệp nhất định - những doanh nghiệp có nhu cầu đúng thứ hàng hoá đó để phục vụ sản xuất hoặc kinh doanh.

### Tín dụng ngân hàng

#### Khái niệm tín dụng ngân hàng
Tín dụng ngân hàng là giao dịch tài sản giữa Ngân hàng (TCTD) với bên đi vay (là các tổ chức kinh tế, cá nhân trong nền kinh tế) trong đó Ngân hàng (TCTD) chuyển giao tài sản cho bên đi vay sử dụng trong một thời gian nhất định theo thoả thuận, và bên đi vay có trách nhiệm hoàn trả vô điều kiện cả vốn gốc và lãi cho Ngân hàng (TCTD) khi đến hạn thanh toán.

#### Đặc điểm của tín dụng ngân hàng
- Huy động vốn và cho vay vốn đều thực hiện dưới hình thức tiền tệ;
- Ngân hàng đóng vai trò trung gian trong quá trình huy động vốn và cho vay;
- Quá trình vận động và phát triển của tín dụng ngân hàng không hoàn toàn phù hợp với quy mô phát triển sản xuất và lưu thông hàng hóa;
- Tín dụng ngân hàng thúc đẩy quá trình tập trung và điều hòa vốn giữa các chủ thể trong nền kinh tế.

#### Công cụ lưu thông của tín dụng ngân hàng
- Công cụ lưu thông của tín dụng ngân hàng là kỳ phiếu ngân hàng; là một loại chứng từ có giá của ngân hàng hay là một giấy nhận nợ của ngân hàng phát hành cho các pháp nhân và thể nhân, nó được lưu hành không thời hạn trên thị trường.
- Kỳ phiếu ngân hàng do ngân hàng phát hành dựa trên quan hệ tín dụng giữa ngân hàng với doanh nghiệp, cư dân và nhà nước. Nó được ra đời trên hai cơ sở bảo đảm bằng vàng và tín dụng. Kỳ phiếu ngân hàng còn được gọi là giấy bạc ngân hàng và trở thành tiền tệ.

#### Ưu, nhược điểm của tín dụng ngân hàng
Ưu điểm của tín dụng ngân hàng
- Thời hạn cho vay linh hoạt - ngắn hạn, trung hạn, dài hạn đáp ứng mọi nhu cầu vay vốn của khách hàng;
- Về khối lượng tín dụng lớn;
- Về phạm vi được mở rộng với mọi ngành, mọi lĩnh vực.

Nhược điểm của tín dụng ngân hàng
- Tín dụng ngân hàng có độ rủi ro cao - gắn liền với chính ưu điểm do việc ngân hàng có thể cho vay số tiền lớn hơn nhiều so với số vốn tự có, hoặc có sự chuyển đổi thời hạn và phạm vi tín dụng rộng.

### Tín dụng nhà nước

#### Khái niệm tín dụng nhà nước
Tín dụng nhà nước là quan hệ tín dụng giữa nhà nước với doanh nghiệp, các tổ chức kinh tế - xã hội và các cá nhân. Tín dụng nhà nước xuất hiện nhằm thỏa mãn những nhu cầu chi tiêu của ngân sách nhà nước trong điều kiện nguồn thu không đủ để đáp ứng; nó còn là công cụ để nhà nước hỗ trợ cho các ngành kinh tế yếu kém, ngành mũi nhọn và khu vực kinh tế kém phát triển, và là công cụ quan trọng để nhà nước quản lý, điều hành vĩ mô.

#### Đặc điểm của tín dụng nhà nước
- Chủ thể là nhà nước, các pháp nhân và thể nhân;
- Hình thức đa dạng, phong phú;
- Tín dụng nhà nước chủ yếu là loại hình trực tiếp, không thông qua tổ chức trung gian.

#### Công cụ lưu thông của tín dụng nhà nước
Khi nhà nước vay
- Tín phiếu kho bạc;
- Trái phiếu kho bạc;
- Trái phiếu đầu tư:
  - Trái phiếu huy động vốn cho từng công trình;
  - Trái phiếu huy động vốn cho Quỹ hỗ trợ phát triển;
- Công trái;
- Trái phiếu chính phủ quốc tế.

Khi nhà nước cho vay
- Cho vay đầu tư;
- Hỗ trợ lãi suất sau đầu tư;
- Bảo lãnh tín dụng.

#### Ưu, nhược điểm của tín dụng nhà nước
Ưu điểm của tín dụng nhà nước
- Duy trì hoạt động thường ngày của nhà nước;
- Góp phần xây dựng cơ sở vật chất hiện đại;
- Góp phần vào nghĩa vụ quốc tế, vì quan hệ ngày càng phát triển, đôi khi nhà nước không thể từ chối nghĩa vụ cho vay đối với nước ngoài;
- Tạo điều kiện phát triển tín dụng ngân hàng.

Nhược điểm của tín dụng nhà nước
- Rủi ro là vỡ nợ của nhà nước, do tính toán kỹ nhu cầu vay và sử dụng vốn vay không hiệu quả;

### Tín dụng tiêu dùng

#### Khái niệm tín dụng tiêu dùng
Tín dụng tiêu dùng là quan hệ tín dụng giữa dân cư với doanh nghiệp, ngân hàng và các công ty cho thuê tài chính.

#### Đặc điểm của tín dụng tiêu dùng
- Đáp ứng nhu cầu tiêu dùng cho dân cư;
- Hình thức là hàng hóa hoặc tiền tệ;
- Dân cư là người vay; ngân hàng, công ty cho thuê tài chính, doanh nghiệp là người cho vay.

#### Công cụ lưu thông của tín dụng tiêu dùng
- Ngân hàng cấp tín dụng tiêu dùng bằng tiền;
- Doanh nghiệp cho vay dưới hình thức bán chịu, trả góp;
- Công ty cho thuê tài chính cho vay dưới dạng cho thuê tài sản.

#### Ưu, nhược điểm của tín dụng tiêu dùng
Ưu điểm của tín dụng tiêu dùng
- Thúc đẩy sản xuất kinh doanh phát triển, nhất là hàng hóa ứ đọng;
- Góp phần nâng cao, cải thiện đời sống dân cư, cho phép sử dụng trước khả năng mua.

Nhược điểm của tín dụng tiêu dùng
- Khối lượng tín dụng bị hạn chế;
- Hình thức tín dụng bị hạn chế.

### Tín dụng thuê mua

#### Khái niệm của tín dụng thuê mua
Tín dụng thuê mua là quan hệ phát sinh giữa các công ty cho thuê tài chính với doanh nghiệp, tổ chức kinh tế và cá nhân dưới hình thức cho thuê tài chính.
Nó thuộc thị trường vốn

#### Đặc điểm của tín dụng thuê mua
- Đối tượng là tài sản;
- Chủ thể là công ty cho thuê tài chính (người cho thuê), và doanh nghiệp, tổ chức kinh tế và cá nhân (người đi thuê).

#### Công cụ lưu thông của tín dụng thuê mua
Công cụ lưu thông của tín dụng thuê mua là các hợp đồng thuê mua giữa công ty cho thuê tài chính và bên đi thuê.

#### Hình thức của tín dụng thuê mua
- Thuê mua tài trợ trực tiếp;
- Thuê mua liên kết;
- Thuê mua bắc cầu;
- Bán và tái thuê;
- Thuê mua giáp lưng;
- Thuê mua trả góp.

#### Ưu, nhược điểm của tín dụng thuê mua
Ưu điểm của tín dụng thuê mua
- Tạo điều kiện cho doanh nghiệp hiện đại hóa sản xuất, áp dụng công nghệ mới trong khi nguồn vốn chủ sở hữu còn có hạn.

Nhược điểm của tín dụng thuê mua
- Khối lượng tín dụng hạn hẹp theo công dụng của sản phẩm đi thuê;
- Phạm vi tín dụng hạn hẹp theo công dụng của sản phẩm đi thuê.

### Tín dụng quốc tế

#### Khái niệm tín dụng quốc tế
Tín dụng quốc tế là mối quan hệ giữa các nhà nước, giữa các cơ quan nhà nước với nhau, hoặc với ngân hàng quốc tế và các tổ chức quốc tế, các cá nhân người nước ngoài và giữa các doanh nghiệp của các nước với nhau.

#### Đặc điểm của tín dụng quốc tế
- Phản ánh mối quan hệ tín dụng giữa các chủ thể kinh tế của một quốc gia với các chủ thể kinh tế của các quốc gia khác và các tổ chức quốc tế;
- Đối tượng tín dụng quốc tế là hàng hóa hoặc tiền tệ;
- Chủ thể tham gia là chính phủ, cơ quan nhà nước, ngân hàng quốc tế, tổ chức quốc tế, doanh nghiệp và cá nhân.

#### Ưu, nhược điểm của tín dụng quốc tế
Ưu điểm của tín dụng quốc tế
- Đáp ứng được nhu cầu vốn cho phát triển kinh tế - xã hội khi mà các nguồn vốn trong nước còn hạn chế.

Nhược điểm của tín dụng quốc tế
- Tín dụng quốc tế có rủi ro do bị ảnh hưởng bởi sự thay đổi của tỷ giá hối đoái quốc tế.

## Lãi suất
Lãi suất hiểu theo một nghĩa chung nhất là giá cả của tín dụng, vì nó là giá của quyền được sử dụng vốn vay trong một khoảng thời gian nhất định, mà người sử dụng phải trả cho người cho vay.

## Quỹ tín dụng
Quỹ tín dụng là tổ chức tín dụng hợp tác hoạt động theo nguyên tắc tự nguyện, tự chủ, tự chịu trách nhiệm về kết quả hoạt động
Mục tiêu
Tương trợ các thành viên, phát huy sức mạnh tập thể.
Đặc điểm
- Thành viên tham gia quỹ tín dụng có quyền sở hữu và quản lý mọi tài sản và hoạt động của quỹ theo tỷ lệ vốn góp
- Phạm vi hoạt động của quỹ tín dụng hẹp
- Thế mạnh của quỹ tín dụng là bám sát khách hàng: cung cấp các dịch vụ của quỹ một cách nhanh chóng và có hiệu quả
- Mỗi quỹ tín dụng là một đơn vị kinh tế độc lập nhưng lại có mối quan hệ mật thiết với nhau thông qua hoạt động điều hòa vốn, thông tin, cơ chế phân tán rủi ro nhằm đảm bào cho hệ thống quỹ phát triển bền vững

Các hoạt động cơ bản
- Huy động vốn, nhận tiền gửi, vay vốn từ các tổ chức tài chính khác
- Cho vay
- Dịch vụ thanh toán và ngân quỹ (phục vụ thành viên)
- Các hoạt động khác theo quy định của pháp luật